# Sirusho
Sirusho (in armeno Սիրուշո?), pseudonimo di Siranush Harutyunyan (in armeno Սիրանուշ Հարությունյան?; Erevan, 7 gennaio 1987), è una cantante pop armena.
Ha cominciato la sua carriera cantando in pubblico in Canada quando aveva sette anni. Il suo primo album, Sirusho è stato pubblicato nel 2000 mentre quello successivo, Sheram, nel 2005. Nello stesso anno ha vinto tre premi nelle categorie "Futuro della musica armena", "Miglior album" e "Migliore cantante femminile" durante i primi Music Awards dell'Armenia. La BBC descrive la sua fama, che fa di lei un "tesoro nazionale" in Armenia, ed il servizio ha riportato di come lei sia popolare sia nel suo paese sia fra gli Armeni della diaspora in tutto il mondo. Studia diplomazia alla Yerevan State University, dopo essersi laureata in relazioni internazionali.
Sirusho canta anche in greco e nell'aprile 2009, ha pubblicato il suo primo singolo Erōtas, in Armenia, Grecia e Cipro. La canzone è up-tempo, fortemente influenzata dallo stile del laïkó greco, da ciò che si può vedere anche dalla danza e dai vestiti usati nel video musicale. Questo pezzo è stato eseguito per la prima volta dal vivo alla cerimonia dei Tashir Armenian Awards.
La fama internazionale però arriva con la partecipazione all'Eurovision Song Contest 2008 con la canzone Qélé, qélé, terminata in quarta posizione.

## Biografia
Sirusho fa parte di una famiglia di artisti. Suo padre è un attore conosciuto in tutta l'Armenia, mentre sua madre è una cantante famosa ed amata dal pubblico armeno. Entrambi sono accreditati come artisti onorari dell'Armenia.
Sirusho si avvicina alla musica a soli 10 mesi. All'età di due anni comincia a cantare le prime canzoni ed una delle prime eseguite da Sirusho è Lusabats, canzone del folklore armeno scritta da Padre Komitas all'inizio del Novecento.
Da più di 13 anni, l'artista ventunenne continua ad essere una delle più famose ed amate cantanti di tutta l'Armenia. In una delle sue interviste ha detto "Non ero una di quei bambini che sognava di cantare. Ero piccola e le persone mi chiedevano di cantare durante gli eventi. Ogni volta che terminavo, vedevo la felicità sul loro volto e non riuscivo a capirne la ragione. Mi spiego, non pensavo stessi facendo qualcosa di difficile, cantavo nel modo in cui sentivo la musica".
All'età di 7 anni Sirusho comincia a scrivere da sola la sua musica, con testi in armeno ed inglese. Dopo un anno è già davanti al grande pubblico ed all'età di 9 anni la canzone che ha composto le vale un riconoscimento ad un concorso di giovani talenti armeno. Riesce poi a vincere l'anno dopo una competizione con partecipanti più grandi di lei ed a 13 anni incide il suo primo album Sirusho, fondamentale per l'inizio della sua carriera come artista affermata nel suo paese. Molti famosi compositori armeni hanno scritto le musiche per le canzoni che lei si è scritta.
Dopo poco è arrivata la fama internazionale, con tour in giro per molti paesi, portando il vibrante pop armeno ed il folklore del suo paese in Canada, Stati Uniti d'America, Francia, Belgio, Grecia, Serbia, Germania, Libano, Egitto, Georgia, Russia, Giordania, Turchia, Siria, Iran, Polonia ed altri ancora. È una delle artiste armene più conosciute in tutto il mondo.
Il 6 giugno 2009 Sirusho si è sposata con Levon Kocharyan, figlio dell'ex presidente dell'Armenia, Robert Kocharyan.

## Eurovision Song Contest
Si mostra al pubblico europeo per aver annunciato i voti dell'Armenia durante l'Eurovision Song Contest 2007, partecipa nel 2008 a Belgrado con la canzone Qélé, qélé, superando la semifinale e classificandosi al quarto posto nella serata finale con 199 punti, al momento il miglior piazzamento che il paese ha ottenuto nella sua breve storia all'ESC.
Durante l'Eurovision Song Contest 2009 di Mosca torna ad annunciare i voti per l'Armenia, mostrando chiaramente un'immagine impressa sulla faccia della cartella che ha utilizzato e che rivolge al pubblico, oltre ad un ulteriore supporto che si nota alle spalle dell'annunciatrice, raffigurante Siamo le nostre montagne, un monumento sito nella regione del Nagorno Karabakh, contesa da Armenia ed Azerbaigian. Il gesto è stata una risposta alle proteste azere che durante la prima semifinale, nella quale si è esibita l'Armenia, hanno individuato il monumento della disputa nella "cartolina" che introduceva la canzone armena, e tale elemento è stato rimosso.

## Discografia

### Album
- 2000 - Sirusho
- 2005 - Sheram
- 2007 - Hima
- 2010 - Havatum Em

### Singoli
- 2005 - Shorora
- 2007 - Hima
- 2008 - Qélé, qélé
- 2009 - Erōtas
- 2010 - Havatum em
- 2011 - I Like It
- 2012 - PreGomesh